# Arnoldshain
Arnoldshain is een plaats in de Duitse gemeente Schmitten, deelstaat Hessen, en telt 1917 inwoners.